# Comitatul Missoula, Montana
Comitatul Missoula (în engleză Missoula County) este un comitat din statul Montana, Statele Unite ale Americii. Conform recensământului din 2010 avea o populație de 109.426 de locuitori, fiind al doilea cel mai populat comitat din Montana. Reședința și cel mai mare oraș al comitatului este Missoula. Comitatul a fost fondat în 1860.

## Autostrăzi majore
- Interstate 90
- U.S. Highway 12
- U.S. Highway 93
- Montana Highway 83
- Montana Highway 200

## Comitate adiacente
- Clearwater County, Idaho - sud-vest
- Flathead County, Montana - nord-est
- Granite County, Montana - sud-est
- Idaho County, Idaho - sud-vest
- Lake County, Montana - nord
- Mineral County, Montana - vest
- Powell County, Montana - est
- Ravalli County, Montana - sud
- Sanders County, Montana - nord-vest

## Clima
| Date climatice pentru Missoula, Montana (Missoula Airport) | Date climatice pentru Missoula, Montana (Missoula Airport) | Date climatice pentru Missoula, Montana (Missoula Airport) | Date climatice pentru Missoula, Montana (Missoula Airport) | Date climatice pentru Missoula, Montana (Missoula Airport) | Date climatice pentru Missoula, Montana (Missoula Airport) | Date climatice pentru Missoula, Montana (Missoula Airport) | Date climatice pentru Missoula, Montana (Missoula Airport) | Date climatice pentru Missoula, Montana (Missoula Airport) | Date climatice pentru Missoula, Montana (Missoula Airport) | Date climatice pentru Missoula, Montana (Missoula Airport) | Date climatice pentru Missoula, Montana (Missoula Airport) | Date climatice pentru Missoula, Montana (Missoula Airport) | Date climatice pentru Missoula, Montana (Missoula Airport) |
| Luna                                                       | Ian                                                        | Feb                                                        | Mar                                                        | Apr                                                        | Mai                                                        | Iun                                                        | Iul                                                        | Aug                                                        | Sep                                                        | Oct                                                        | Nov                                                        | Dec                                                        | Anual                                                      |
| ---------------------------------------------------------- | ---------------------------------------------------------- | ---------------------------------------------------------- | ---------------------------------------------------------- | ---------------------------------------------------------- | ---------------------------------------------------------- | ---------------------------------------------------------- | ---------------------------------------------------------- | ---------------------------------------------------------- | ---------------------------------------------------------- | ---------------------------------------------------------- | ---------------------------------------------------------- | ---------------------------------------------------------- | ---------------------------------------------------------- |
| Maxima istorică °F (°C)                                    | 59 (15)                                                    | 66 (19)                                                    | 75 (24)                                                    | 87 (31)                                                    | 95 (35)                                                    | 98 (37)                                                    | 107 (42)                                                   | 105 (41)                                                   | 99 (37)                                                    | 85 (29)                                                    | 73 (23)                                                    | 60 (16)                                                    | 107 (42)                                                   |
| Maxima medie °F (°C)                                       | 30.8 (−0.67)                                               | 37.4 (3)                                                   | 48.1 (8,9)                                                 | 58.0 (14,4)                                                | 66.1 (18,9)                                                | 74.5 (23,6)                                                | 83.6 (28,7)                                                | 83.2 (28,4)                                                | 71.5 (21,9)                                                | 57.4 (14,1)                                                | 40.0 (4,4)                                                 | 30.3 (−0.94)                                               | 56,7 (13,7)                                                |
| Minima medie °F (°C)                                       | 16.2 (−8.8)                                                | 20.5 (−6.4)                                                | 27.1 (−2.7)                                                | 32.4 (0,2)                                                 | 39.3 (4,1)                                                 | 45.9 (7,7)                                                 | 50.2 (10,1)                                                | 49.3 (9,6)                                                 | 40.6 (4,8)                                                 | 31.4 (−0.33)                                               | 24.0 (−4.4)                                                | 16.5 (−8.6)                                                | 32,8 (0,4)                                                 |
| Minima istorică °F (°C)                                    | −33 (−36)                                                  | −27 (−33)                                                  | −13 (−25)                                                  | 14 (−10)                                                   | 21 (−6.1)                                                  | 30 (−1.1)                                                  | 31 (−0.6)                                                  | 30 (−1.1)                                                  | 20 (−6.7)                                                  | 0 (−18)                                                    | −23 (−31)                                                  | −30 (−34)                                                  | −33 (−36)                                                  |
| Precipitații inches (mm)                                   | 1.06 (26.9)                                                | .77 (19.6)                                                 | .96 (24.4)                                                 | 1.09 (27.7)                                                | 1.95 (49.5)                                                | 1.73 (43.9)                                                | 1.09 (27.7)                                                | 1.15 (29.2)                                                | 1.08 (27.4)                                                | .83 (21.1)                                                 | .96 (24.4)                                                 | 1.15 (29.2)                                                | 13,82 (351)                                                |
| Zăpadă inches (cm)                                         | 10.8 (27.4)                                                | 7.0 (17.8)                                                 | 5.4 (13.7)                                                 | 1.4 (3.6)                                                  | .4 (1)                                                     | 0 (0)                                                      | 0 (0)                                                      | 0 (0)                                                      | 0 (0)                                                      | .9 (2.3)                                                   | 6.2 (15.7)                                                 | 11.2 (28.4)                                                | 43,3 (110)                                                 |
| Nr. de zile cu precipitații (≥ 0.01 in)                    | 13.3                                                       | 10.1                                                       | 11.7                                                       | 10.7                                                       | 11.9                                                       | 11.3                                                       | 8.0                                                        | 7.9                                                        | 7.8                                                        | 7.6                                                        | 11.6                                                       | 12.8                                                       | 124,7                                                      |
| Nr. mediu de zile cu ninsoare (≥ 0.1 in)                   | 10.5                                                       | 7.2                                                        | 5.8                                                        | 2.0                                                        | .3                                                         | 0                                                          | 0                                                          | 0                                                          | 0                                                          | 1.1                                                        | 6.1                                                        | 10.6                                                       | 43,6                                                       |
| Ore însorite                                               | 96.1                                                       | 135.6                                                      | 210.8                                                      | 246.0                                                      | 279.0                                                      | 312.0                                                      | 390.6                                                      | 334.8                                                      | 264.0                                                      | 195.3                                                      | 99.0                                                       | 83.7                                                       | 2.646,9                                                    |
| Sursă: NOAA (normals 1971−2000), HKO (sun 1961−1990)       |                                                            |                                                            |                                                            |                                                            |                                                            |                                                            |                                                            |                                                            |                                                            |                                                            |                                                            |                                                            |                                                            |

## Demografie
|  | Graficele sunt indisponibile din cauza unor probleme tehnice. Mai multe informații se găsesc la Phabricator și la wiki-ul MediaWiki. |

Date: Wikidata - grafică realizată de Wikipedia